# Pelagius von Albano

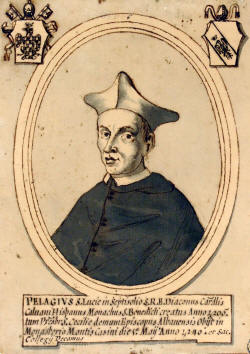
Kardinal Pelagius von Albano (neuzeitlicher Druck)

Bischofswappen

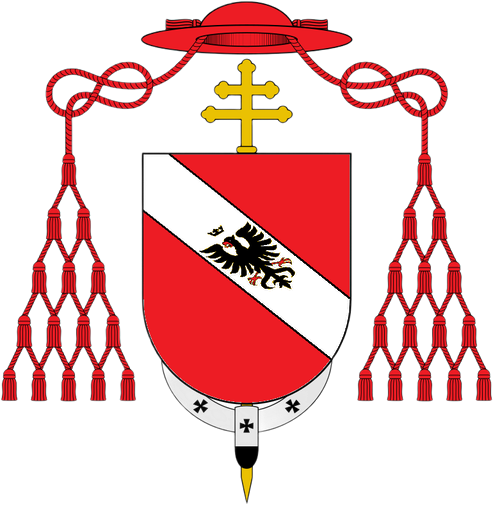
Kardinalswappen (modernes Schema)

Pelagius von Albano OSB (auch Paio Galvão, Pelagio Galvani, Pelagius von St. Lucia, Pelagius Albanensis; * um 1165 in Guimarães; † 30. Januar 1230 in Monte Cassino) war ein spanischer Kardinal und Kirchenrechtler. Vielleicht gehörte er dem Benediktinerorden an. Er war päpstlicher Legat des Fünften Kreuzzugs.

## Leben
In seiner Jugend trat Pelagius um 1178 in das Benediktinerkloster S. Jerónimo in Santa Marinha da Costa ein.
Später durfte Pelagius in Paris Theologie studieren, wo Lothar von Segni einer seiner Mitstudenten war, und wurde dort Magister. Unter Papst Innozenz III. wurde Pelagius 1206 oder 1207 Kardinal und 1213 Bischof von Albano. Er war Kardinaldekan seit 1227. 1213 reiste er als Gesandter des Papstes nach Konstantinopel. Nachdem ihn Papst Honorius III. als Führer des Fünften Kreuzzugs eingesetzt hatte, stieß er im August 1218 zu den Kreuzfahrern, die gerade die ägyptische Stadt Damiette belagerten. Dort traf er die folgenschwere Entscheidung, das Friedensangebot al-Kamils abzulehnen.
Al-Kamil hatte 30 Jahre Waffenstillstand und die Rückgabe Jerusalems angeboten, einschließlich aller Gebiete des Königreiches Jerusalem, außer Karak in Transjordanien und Montreal im Hügelland Idumäas. Außerdem die Rückgabe des wahren Kreuzes, welches Saladin bei Hattin erbeutet hatte, sowie die Freilassung aller Kriegsgefangenen, die in den Reichen Kairo und Damaskus lebend aufzufinden seien. Zudem bot er an, den Wiederaufbau der Stadtmauer Jerusalems zu bezahlen. Pelagius lehnte es aber grundsätzlich ab, mit Sarazenen zu verhandeln. Später sollte selbst Papst Honorius ihm für diese Entscheidung schwere Vorwürfe machen.
Oliver von Paderborn, Sekretär des Pelagius während des Kreuzzugs, liefert einen Augenzeugenbericht über die Geschehnisse.